# Marie Šťastná
Marie Šťastná (* 6. dubna 1981, Valašské Meziříčí) je česká básnířka. Vystudovala střední pedagogickou školu, dějiny umění a následně i dějiny kultury na Ostravské univerzitě.
Několikrát se úspěšně účastnila literární soutěže Ortenova Kutná Hora, která je určena básnířkám a básníkům do 22 let. Získala postupně třetí cenu v roce 1999, o rok později čestné uznání, v roce 2001 druhou až třetí cenu, v roce 2002 opět čestné uznání a v roce 2003 jako první v historii soutěže také první cenu.
V roce 2004 získala za svou sbírku Krajina s Ofélií prestižní Cenu Jiřího Ortena, která se uděluje autorům do 30 let a mezi jejíž držitele patří i spisovatelé Michal Viewegh a Pavel Brycz nebo básník Radek Malý. Porotce Ivan Binar na adresu knížky prohlásil: „Nevzhledně vyhlížející knížka s podezřelým názvem byla pro mne velkým překvapením a potěšením. Začetl jsem se a neopustil ji, dokud jsem se nedobral konce.“
V roce 2010 získala Drážďanskou cenu lyriky.
Marie Šťastná se pravidelně účastní autorských čtení v Ostravě a Brně, ale také větších literárních akcí, jako je například Literární květen. V současnosti žije v Praze.
Kromě psaní poezie se věnuje také výrobě šperků.

## Dílo
- Štěstí jistě přijde (2019)
- Interiéry (2010)
- Akty (2006)
- Krajina s Ofélií (2003, Cena Jiřího Ortena 2004)
- Jarním pokrytcům (1999)
- Štěstí jistě přijde (2019)
- Vtáčení (2022)